# Kostel Všech svatých (Radovesice)
Kostel Všech svatých v Radovesicích u Hrobčic je zaniklý a bývalý farní kostel radovesické farnosti. V roce 1983 byl zasypán při budování Radovesické výsypky.

## Historie
První písemná zmínka o radovesickém kostelu pochází z roku 1352. Původně stával na návsi a byl barokně přestavěn. V letech 1866–1867 byl na jižním okraji vesnice postaven nový kostel v novorománském slohu, upravený v roce 1912. Býval farním kostelem radovesické farnosti.

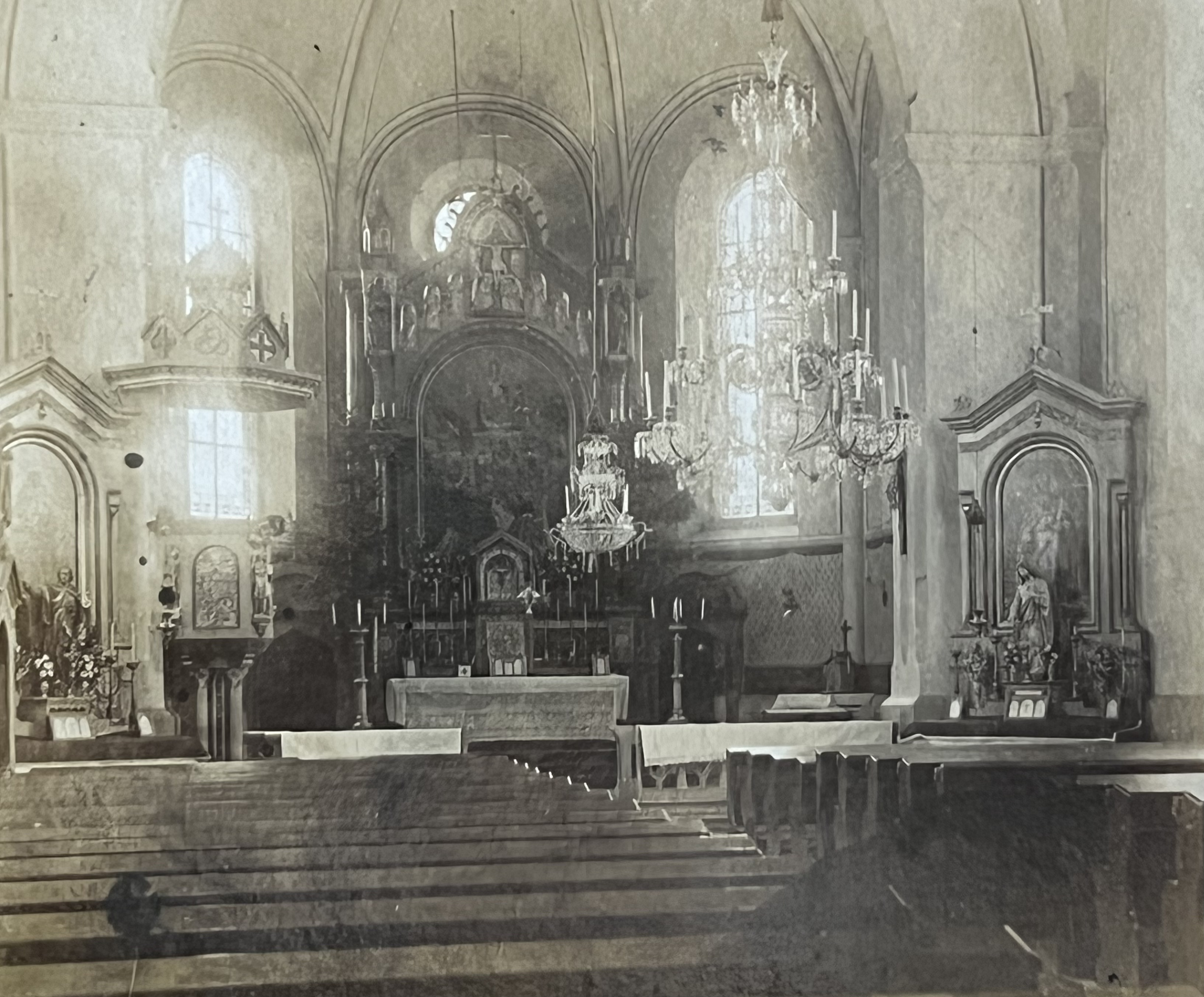
Interiér kostela

Po rozhodnutí o vybudování Radovesické výsypky byla zástavba vsi zbořena, ale kostel zůstal stát. Byla odstraněna pouze střecha lodi a dne 3. března 1983 začalo zasypávání torza kostela. Nejprve byla padající skrývkou zničena střecha věže. Poté byla sypaným materiálem vyplněna věž, loď a okolí kostela. Povrch výsypky převyšuje v místě kostela původní úroveň terénu asi o devadesát metrů. Architekt Adam Kössler navrhl zpřístupnění pozůstatků kostela vertikální šachtou.

## Stavební podoba
Jednolodní obdélný kostel měl trojboký neodsazený presbytář. Vnější fasády byly členěné lizénami, v horní části zakončenými obloučkovým vlysem. V západním průčelí stála štíhlá věž se stanovou střechou. V přízemí věže se nacházela předsíň, do níž se vstupovalo od západu půlkruhovým portálem. Interiér osvětlovala obdélná, půlkruhově zaklenutá okna a v západním průčelí věže bylo rozetové okno. Ze střechy nad presbytářem vybíhal malý sanktusník. Na východě budovu ukončovala obdélná sakristie umístěná v ose presbytáře.
Součástí hlavního oltáře byl obraz Všech svatých z roku 1877 od bílinských malířů J. Šebora, A. a Fr. Bermannových. Zvon z kostela byl přestěhován do měrunického kostela svatého Stanislava.